# Costaros
Costaros är en kommun i departementet Haute-Loire i regionen Auvergne-Rhône-Alpes i centrala Frankrike. Kommunen ligger i kantonen Cayres som tillhör arrondissementet Le Puy-en-Velay. År 2022 hade Costaros 552 invånare.

## Befolkningsutveckling
Antalet invånare i kommunen Costaros
| Referens: INSEE |